# Nathaniel Rochester
Pour les articles homonymes, voir Rochester.
Nathaniel Rochester, né le 14 janvier 1919 à Buffalo (État de New York) et mort le 8 juin 2001 à Newport (Vermont), est un informaticien américain, co-créateur de l'IBM 701.

## Histoire
Nathaniel Rochester est né en 1919.
Il l'architecte en chef de toute la série IBM 700.
Plus tard, alors qu'il est toujours salarié d'IBM, il travaille sur le projet de Dartmouth. À partir de 1955, il travaille sur le sujet de l'intelligence artificielle avec John McCarthy, Marvin L. Minsky et Claude Shannon.
Il décède en 2001.